# 로스트 도터
《로스트 도터》(영어: The Lost Daughter)는 2021년 개봉한 심리 드라마 영화이다. 배우 매기 질런홀의 감독 데뷔작으로, 엘레나 페란테의 소설 《잃어버린 사랑》을 영화화했다. 2021 베네치아 영화제 각본상 수상작이자 황금사자상 경쟁후보작이다.

## 줄거리
중년의 대학교수이자 번역가인 레다는 그리스로 휴가를 떠난다. 해변에서 어린 딸 엘레나를 잠시 잃어버린 젊은 엄마 니나를 만나게 되면서 두 사람은 가까워진다. 니나는 점점 지쳐가고 불행해 보였고, 레다는 니나의 딸이 가장 좋아하는 인형을 몰래 가져온다. 과거 회상 장면을 통해 레다 역시 젊은 엄마 시절 두 딸을 키우면서 인내심을 잃고 가족에게서 물러나 있었던 힘든 시간을 보냈다는 것을 보여준다.
레다는 자신이 머무는 숙소 관리인 라일과 저녁 식사를 하면서 라일이 인형을 발견했음에도 니나에게 말하지 않은 것을 알게 된다. 레다는 니나가 해변 바에서 일하는 윌과 바람을 피우고 있다는 것을 알게 되고, 니나는 자신의 남편 토니가 매우 통제적이라고 고백한다. 엘레나의 인형을 찾기 위한 노력은 계속되고, 니나는 현상금까지 걸며 인형을 찾아 나선다.
시장에서 레다는 니나에게 햇빛 가리개를 고정하는 데 도움이 될 만한 모자핀을 사준다. 니나가 자신의 딸들에 대해 묻자 레다는 감정이 격해진다. 그녀는 과거에 압도감을 느껴 세 딸들을 남편에게 맡기고 3년 동안 떠났던 일을 고백하며, 떠나 있던 시간이 "굉장히 좋았다"고 말한다. 레다는 자신이 니나와 윌의 관계를 알고 있다는 사실을 알게 된 니나로부터 자신의 아파트를 성관계 장소로 빌려달라는 부탁을 받는다.
다음 날, 니나가 아파트 열쇠를 받으러 오자 레다는 자신이 이기적이고 "비정상적인" 엄마였음을 인정하고 니나의 우울증이 결코 나아지지 않을 것이라고 경고한다. 그리고 나서 레다는 인형을 니나에게 돌려주며 자신이 인형을 가져갔고 "그냥 장난을 친 것"이라고 고백한다. 이에 격분한 니나는 모자핀으로 레다의 배를 찌르고 떠난다. 그날 밤, 레다는 짐을 싸고 리조트를 떠나지만 부상으로 인해 차를 몰고 도로 밖으로 나가게 되고 해변에서 쓰러진다.
다음 날 아침, 레다는 깨어나 비앙카에게 전화를 걸고, 마침 마르타와 함께 있던 비앙카는 며칠 동안 연락이 없었던 엄마의 소식을 듣고 안도한다. 레다는 괜찮다고 말하고 손에 든 오렌지를 본다. 레다는 어릴 적 딸들에게 해줬던 것처럼 "뱀처럼" 오렌지 껍질을 벗긴다.

## 출연진
- 올리비아 콜먼/제시 버클리(아역) - 레다 카루소 역
- 다코타 존슨 - 니나 역
- 에드 해리스 - 라일 역
- 피터 사즈가드 - 하디 교수 역
- 다그마라 도민치크 - 칼리스토 역
- 폴 메스칼 - 윌 역
- 엘리 제임스/로빈 엘웰(아역) - 비앙카 역
- 이저벨 델라포타/엘리 블레이크(아역) - 마사 역
- 잭 파딩 - 조 역
- 올리버 잭슨코언 - 토니 역
- 어시나 마틴 - 엘레나 역
- 파노스 코로니스 - 바실리 역
- 알바 로르바케르 - 히치하이커 여자 역
- 니코스 푸르사니디스 - 히치하이커 남자 역
- 알렉산드로스 밀로나스 - 콜 교수 역